# آس و پاس‌ها در پاریس و لندن
آس و پاس‌ها در پاریس و لندن (به انگلیسی: Down and Out in Paris and London) روایت نویسنده انگلیسی جورج اورول از زندگی فقرا و بی‌خانمان‌ها در پاریس و لندن است. این کتاب در ژانویه ۱۹۳۳ منتشر شد و در انتشار این کتاب برای اولین بار «اریک آرتور بلر» از نام مستعار «جورج اورول» استفاده کرد.
اورول پس از مطالعه تهیدستان جک لندن تصمیم به زندگی در میان طبقات محروم و مهاجر در شهرهای پاریس و لندن گرفت. رویدادهای زندگی آمیخته با فقر او در بهار ۱۹۲۸ در مسافرخانه‌های پاریس و اشتغالش به ظرفشویی در رستوران‌ها و هتل‌های پاریس فصل‌های نخست این روایت را تشکیل می‌دهد.
راوی در بخش‌هایی از زندگیش در پاریس با یک افسر سابق روسی به نام بوریس همراه می‌شود که به سختی زندگی می‌گذراند و از صاحبخانه یهودیش ناراضی است. برخی به این دلیل این کتاب را یهودستیزانه می‌دانند.
گزارش او از لندن بیشتر شرح روزگار بی‌خانمان‌های انگلیسی است که در پی یافتن بستری برای خوابیدن از نوانخانه‌ای به نوانخانه دیگر رانده می‌شوند یا شب‌ها را به پیاده‌روی در خیابان می گذرانند. اورول این نوع زندگی را برای نوشتن گزارشی در اواخر سال ۱۹۲۷ تجربه کرده بود.
نکتهٔ تأثیرگذار این روایت این است که بر خلاف نظر عموم، همه بی‌خانمان‌ها اشخاص بی‌عار یا پست فطرتی نیستند و در بین آن‌ها اشخاص هنرمند و روشنفکری را هم می‌توان پیدا کرد. در پایان کتاب اورول پیشنهادهایی برای بهبود زندگی تهیدستان و بی‌خانمانان ارائه می‌کند.
باور بر این است که اورول زیاد در پی نقل دقیق و گزارش روز به روز وقایع و اتفاقات پاریس و لندن نبوده‌است، بلکه از ساختار سفرنامه و زندگینامه استفاده کرده تا گزارشی اثرگذار از تجربیات و شنیده‌های دست اولش ایجاد کند.

## ترجمه فارسی
این کتاب اولین بار با ترجمه اکبر تبریزی و با عنوان آس و پاس‌ها ترجمه و از سوی انتشارات کتابخانه بهجت منتشر شد (چاپ دوم ۱۳۶۲). در سال‌های اخیر نشر ماهی ترجمۀ تازه‌ای به قلم بهمن دارالشفایی با نام آس و پاس در پاریس و لندن منتشر کرده است.